# Pierre Charles Gambon
Pour les articles homonymes, voir Gambon.
Pierre Charles Gambon est un homme politique français né le 25 janvier 1810 à Bourges (Cher) et décédé le 7 septembre 1864 à Termonde (Belgique).

## Biographie
Frère de Charles Ferdinand Gambon, il est médecin à Cosne-sur-Loire. Son frère ayant été arrêté et déchu de son mandat pour sa participation à la journée du 13 juin 1849, il se présente lors de l'élection partielle pour lui succéder en 1850. Il siège au groupe d'extrême gauche de la Montagne, et proteste contre le coup d’État du 2 décembre 1851. Il s'exile alors en Belgique où il meurt, sans être revenu en France.

## Sources
- « Pierre Charles Gambon », dans Adolphe Robert et Gaston Cougny, Dictionnaire des parlementaires français, Edgar Bourloton, 1889-1891 [détail de l’édition]
- Ressource relative à la vie publique :   - Base Sycomore